# Alte Messe de Leipzig

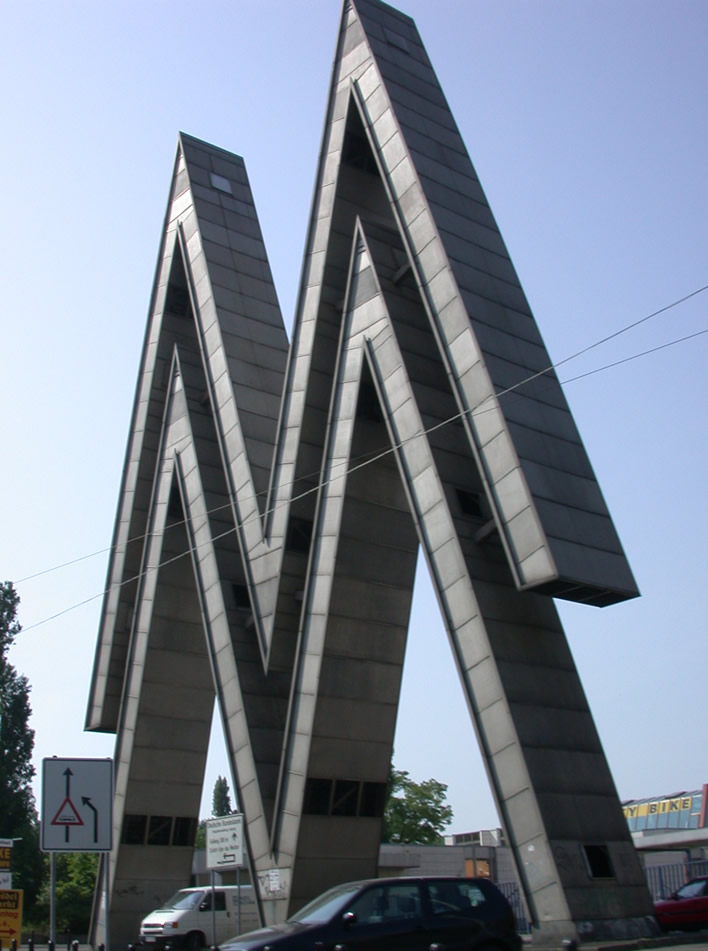
Le double M (pour Mustermesse) – logo de la Foire de Leipzig sur la porte est de l'ancien parc des expositions, hauteur: 28 m

L' Alte Messe de Leipzig (en Français: Ancien Parc des Expositions de Leipzig) fait référence au site d'environ 50 hectares sur lequel se sont déroulées les expositions de la Foire technique dans le cadre de la Foire de Leipzig de 1920 à 1991. L' Alte Messe de Leipzig ne fait référence qu'au site et à son développement, mais pas à la Foire de Leipzig elle-même, qui a trouvé son nouveau siège sur le site du nouveau parc des expositions en 1996. Depuis 1996, aucune activité de salon n'a eu lieu sur l' ancien parc des expositions.

## Emplacement

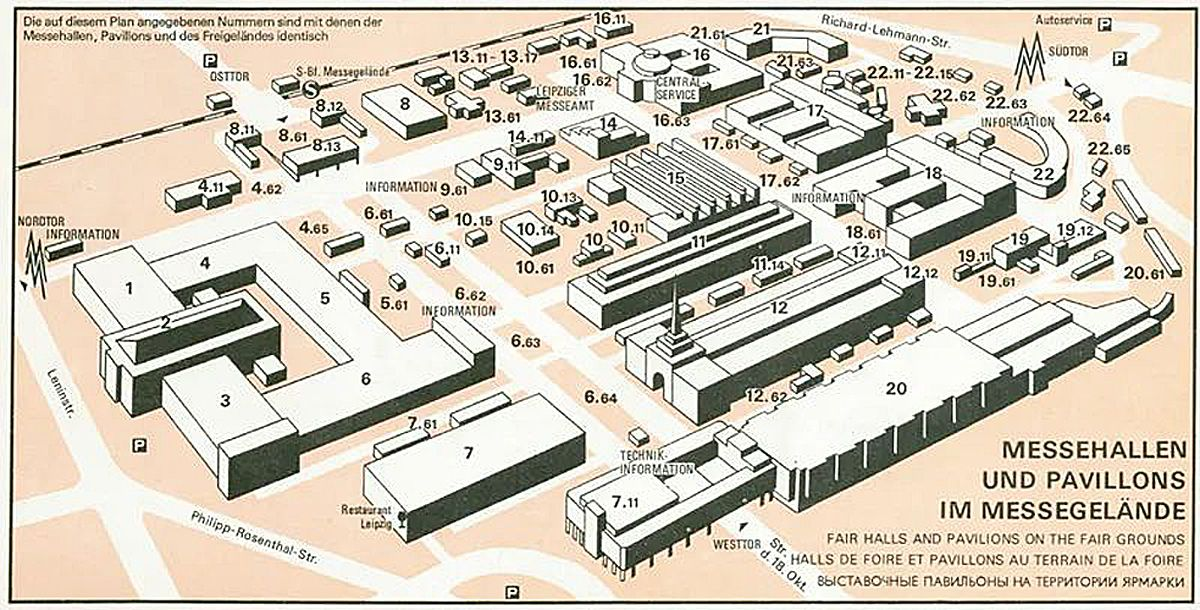
Numérotation des halls des années 1980

L' Alte Messe est situé au sud-est du centre-ville, à environ 3 km. Elle est bordée au nord par la Deutscher Platz et la Philipp-Rosenthal-Straße, à l'est par la Prager Straße et la ligne ferroviaire Leipzig Hbf – Leipzig-Connewitz, au sud par la Richard-Lehmann-Straße et à l'ouest par la Zwickauer Straße. L' Alte Messe appartient au quartier Zentrum-Südost. Les quartiers environnants sont Reudnitz-Thonberg, Stötteritz, Marienbrunn et Südvorstadt.
Le site est situé sur l'axe du 18 Octobre, important sur le plan du développement urbain, avec comme points d'extrémité la tour du Nouvel Hôtel de Ville (114,7 m de haut) et le Monument de la Bataille des Nations (91 m de haut). La Straße des 18. Oktober est traversée à angle droit par la rue Alte Messe sur le terrain. À partir de la jonction actuelle de ces deux rues, le quartier s'est développé depuis 1912/1913.

## Histoire

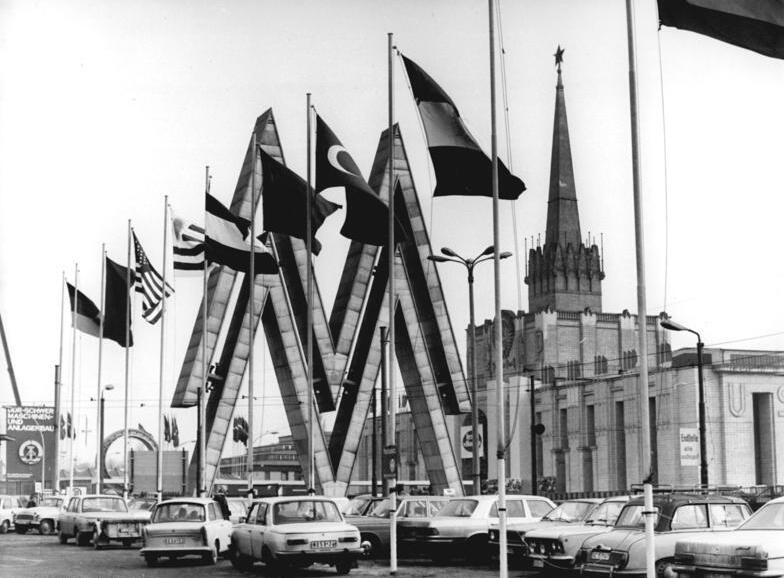
Entrée nord et pavillon soviétique 1974

En 1913, l' Internationale Baufachausstellung (Exposition internationale du bâtiment  - IBA) a eu lieu à Leipzig. À cet effet, un espace d'exposition a été créé sur des terres autrefois agricoles du domaine Thonberg, qui s'est tenu en présence de Frédéric-Auguste III, le dernier roi de Saxe, a été inauguré. L'IBA fut suivie en 1914 au même endroit par l' Internationale Ausstellung für Buchgewerbe und Graphik (Exposition internationale de l'industrie du livre et du graphisme - BUGRA) avec 2,3 millions de visiteurs. Le salon technique et de la construction, qui a lieu depuis 1918, a ouvert ses portes en 1920 dans trois des halls construits à cette époque. Le développement économique des années 1920 a conduit à une énorme expansion du salon, notamment grâce à la construction de nouveaux halls sur le parc des expositions. En 1928, il y avait 17 halls d'exposition et autres bâtiments plus petits, totalisant 130 000 m2 d'espace d'exposition. En 1930, l' Internationale Pelzfach-Ausstellung (Exposition internationale de la fourrure) constitue un autre moment fort.
Pendant la Seconde Guerre mondiale, la production d'armements sous forme de construction et de maintenance aéronautiques avait lieu dans certains halls. Lors du raid aérien intensif sur Leipzig le 4 décembre 1943, 4 halls furent totalement détruits et 14 halls furent partiellement détruits.
En mai 1946, le premier salon professionnel d'après-guerre eut lieu dans quatre halls. Dans les années qui ont suivi, il y a eu des agrandissements continus ainsi que de nouveaux bâtiments et conversions, y compris le « Pavillon soviétique » , le Messehalle 7 (1977), créé en 1950 à partir de l'ancien Achilleion , le hall d'exposition 7 (1977) , le hall d'exposition 22 (1989-1992) et un bâtiment administratif à l'entrée nord. En outre, de nombreux bâtiments plus petits et structures temporaires ont été construits. De 1991 à 1996, quelques salons supplémentaires ont eu lieu avant que les nouveaux halls d'exposition construits au nord de Leipzig ne soient opérationnels en 1996.

## Monuments historiques de l'Alte Messe
Certains des anciens halls existant sur le parc des expositions ont été partiellement ou totalement protégés au titre des monuments historiques. Les bâtiments classés datent (à une exception près) des débuts (1920-1928) de la Foire technique sur le terrain de l'Alte Messe, lorsque la Foire de Leipzig est devenue une exposition universelle.
Le « Document stratégique 2020 » de la ville de Leipzig montre que seul le portique de l'ancien hall 12 et l'ensemble de l'ancien hall 16 doivent être conservés en toutes circonstances, mais pour tous les autres, une décision sera prise au cas par cas. L'existence du hall 15, qui a posé des jalons structurels particuliers dans le passé, a également été assuré par la vente.

Halls classés
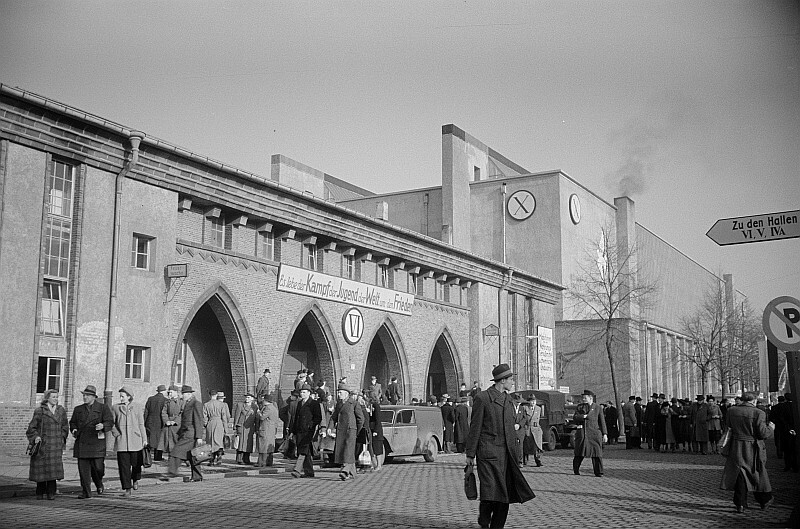
Hall 11 à gauche. Hall 15 à droite (1951)
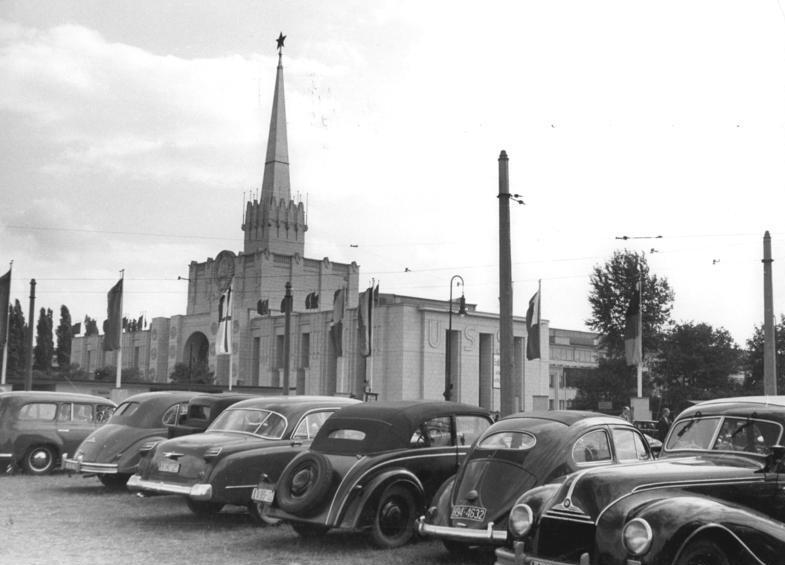
Hall 12 (1954)
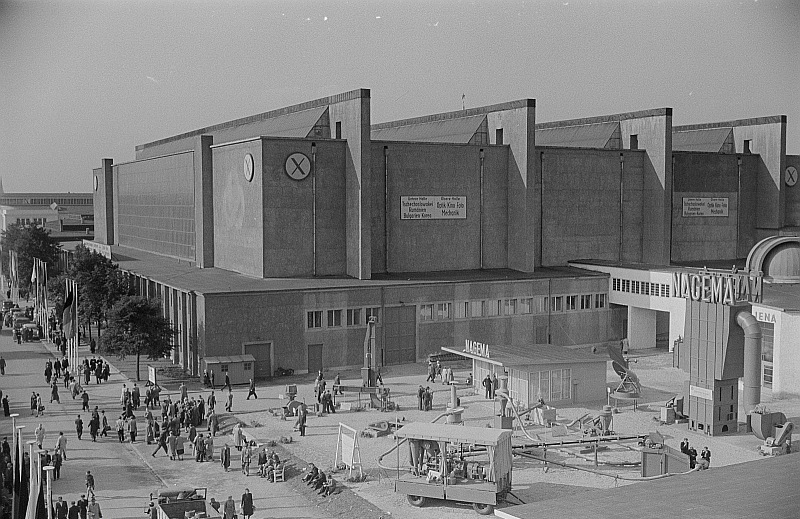
Hall 15 (1952)
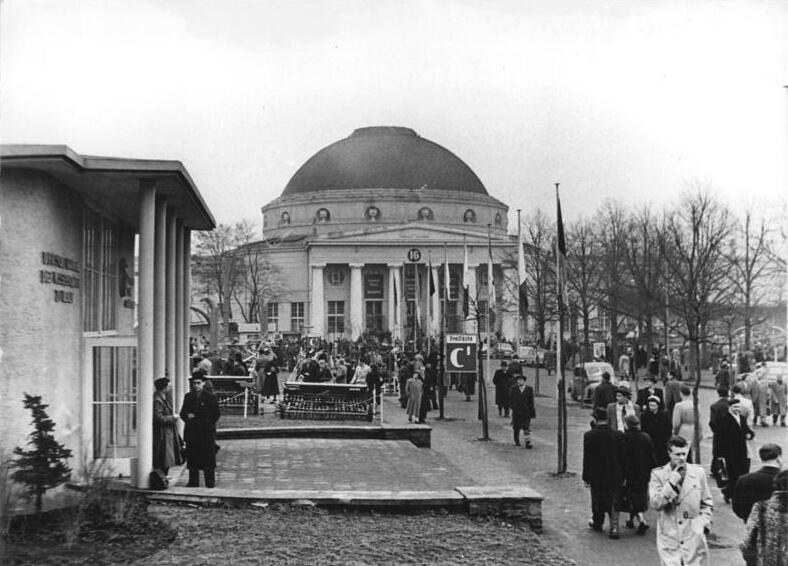
Hall 16 (1957)

## Nouvelle utilisation

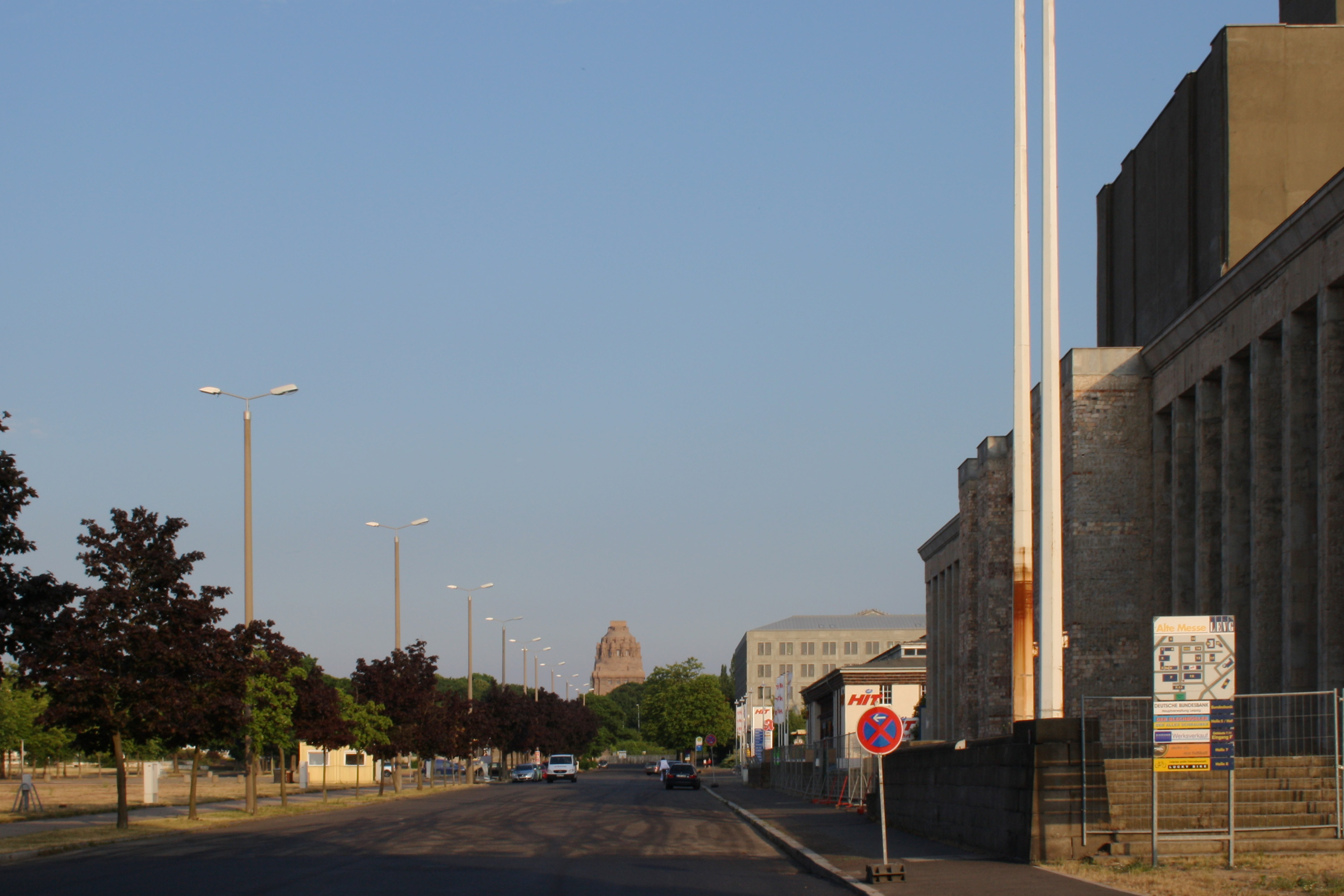
Straße des 18. Oktober avec Achilleion, Marché commercial, bâtiment de la Bundesbank et Monument de la Bataille des Nations

Depuis 1996, le site a été aménagé en zone commerciale au sens large. Le développement du site est réalisé par la Leipziger Entwicklungs- und Vermarktungsgesellschaft (Société de développement et de commercialisation de Leipzig - LEVG) sur la base d'un plan-cadre approuvé par le conseil municipal en 1993. Premièrement, la clôture entourant le site a été supprimée et une nouvelle rue, Zwickauer Straße, a été construite avec des voies de tramway. En vue d'un développement ultérieur, toutes les structures temporaires ont été supprimées et certains halls ont été démolis ou transformés. De plus, des noms de rue ont été donnés pour les avenues du salon: Alte Messe, Perlickstraße, Puschstraße, Ottostraße et Landsteinerstraße. Les différentes zones et les bâtiments du salon qui s'y trouvaient encore étaient proposés à l'achat. La zone entourant la zone située à l'extérieur de l' ancienne foire est également incluse dans le développement en tant que sous-processus de développement urbain, l'ancien marché de gros de Leipzig étant ici particulièrement digne de mention.
La difficulté particulière est qu’il est souvent plus facile de développer des zones non bâties que des zones bâties. Des défis particuliers se posent notamment lorsque les bâtiments d'une propriété sont classés. Certains bâtiments du site de l'Alte Messe sont soumis à la protection des monuments. Ceci a été pris en compte dans le concept d'utilisation. Après des difficultés initiales, toute une série de tassements ont été enregistrés. En 2022, une journaliste constatait que « le charme des halles malodorantes et vides de la RDA a désormais clairement cédé la place à une nouvelle activité commerciale ».

## Liaisons de transport

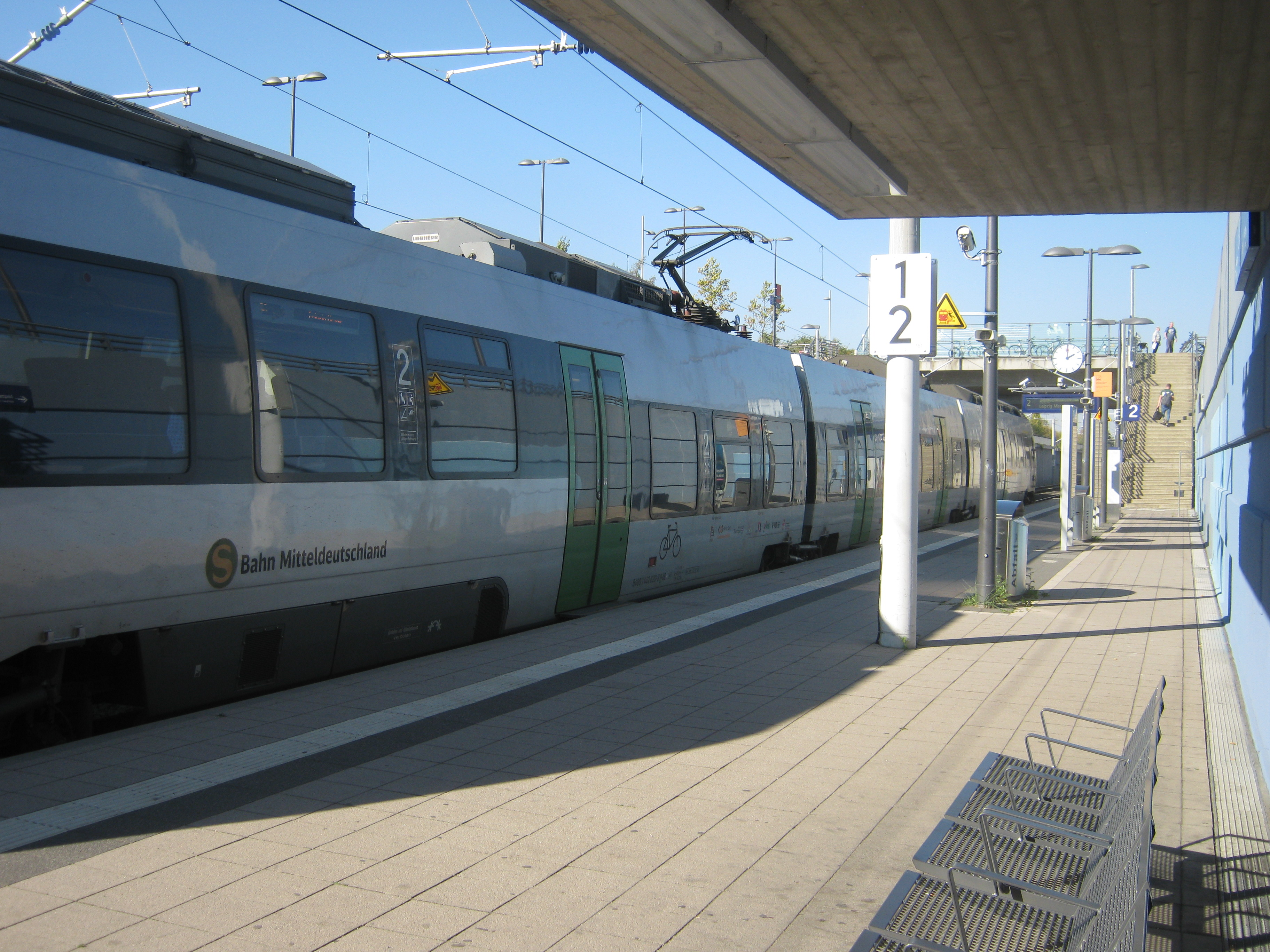
Arrêt de S-Bahn Leipzig MDR

L'Alte Messe de Leipzig est facilement accessible par des routes efficaces et par le S-Bahn, le tram et le bus, ainsi qu'à pied et à vélo.
Les arrêts de S-Bahn suivants se trouvent à proximité :
- Arrêt de S-Bahn Leipzig MDR à l'ouest S 1 S 2 S 3 S 4 S 5 S 5X
- Arrêt S-Bahn Leipzig Völkerschlachtdenkmal au sud-est S 1 S 2 S 3

L'Alte Messe est accessible en tramway et en bus via les arrêts et lignes suivants :
- Altes Messegelände 2 15 70 74 76 690 N8
- An den Tierkliniken 16
- Deutsche Nationalbibliothek 2 16 74
- Richard-Lehmann-/Zwickauer Straße 16 70